# フエンテ・デ・カントス
フエンテ・デ・カントス（Fuente de Cantos）は、スペイン・エストレマドゥーラ州バダホス県のムニシピオ（基礎自治体）。

## 地理
フエンテ・デ・カントスは旧国道N-630号線（高速道路A-66号線）で、県都バダホスからおよそ100km、州都メリダからはおよそ80kmの距離にある。テントゥディーア（Tentudía）地区にあり、サフラ司法管轄区に属する。また、宗教的にはメリダ＝バダホス大司教区（Archidiócesis de Mérida-Badajoz）に属する。

### 人口
| フエンテ・デ・カントスの人口推移 8507－5039             |
|                                                         |
| 出典:INE（スペイン国立統計局）1900年 - 1991年、1996年 - |

## 経済
フエンテ・デ・カントスの経済基盤は基本的に第一次産業にあり、灌漑農業と牧畜業である。

## 政治
自治体首長はエストレマドゥーラ国民党（Partido Popular de Extremadura）のカルメン・パガドール・ロペス（Carmen Pagador López）で、自治体評議員は、エストレマドゥーラ国民党：7、エストレマドゥーラ社会労働党（Partido Socialista Obrero Español de Extremadura）：4、IFC（Independientes por Fuente de Cantos、フエンテ・デ・カントスのための独立者たち、ローカル政党）：2となっている（2011年5月22日の自治体選挙結果、得票順）。
| 1999年6月13日自治体選挙 |        |        |          |
| 政党                    | 得票数 | 得票率 | 獲得議席 |
| PSOE                    | 1,773  | 54.67% | 8        |
| PP                      | 796    | 24.55% | 3        |
| IU-CE                   | 642    | 19.80% | 2        |

| 2003年5月25日自治体選挙 |        |        |          |
| 政党                    | 得票数 | 得票率 | 獲得議席 |
| AIFC                    | 1,718  | 51.02% | 7        |
| PSOE                    | 1,274  | 37.84% | 5        |
| PP                      | 311    | 9.24%  | 1        |
| IU-SIEX                 | 54     | 1.60%  | 0        |

| 2007年5月27日自治体選挙 |        |        |          |
| 政党                    | 得票数 | 得票率 | 獲得議席 |
| IFC                     | 1,166  | 36.64% | 5        |
| PSOE                    | 1,069  | 33.60% | 4        |
| PP-EU                   | 915    | 28.76% | 4        |

| 2011年5月22日自治体選挙 |        |        |          |
| 政党                    | 得票数 | 得票率 | 獲得議席 |
| PP                      | 1,721  | 52.71% | 7        |
| PSOE                    | 940    | 28.79% | 4        |
| IFC                     | 442    | 13.54% | 2        |
| IU-V-SIEX               | 136    | 4.17%  | 0        |

### 司法行政
フエンテ・デ・カントスはサフラ司法管轄区に属す。

## 名所・史跡
- ヌエストラ・セニョーラ・デ・ラ・グラナーダ教会 - 教会は15世紀建造のバロック様式で、マヌエル・ガルシーア・デ・サンティアーゴの手になる祭壇は見事である。
- カルメル会修道院 - 17世紀建造。
- ヌエストラ・セニョーラ・デ・ラ・エルモーサ礼拝堂 - 18世紀建造。
- サン・フアン・デ・レトラン礼拝堂 - 16世紀建造。
- ロス・カスティジェッホス遺跡（Yacimientos arqueológicos de "Los Castillejos"） - 二つの丘に広がっている銅器時代の遺跡。壁に囲まれた住居跡が残されている。

## 祭り
- チャンファイーナ祭り（Fiesta de la chanfaina） - 伝統料理の祭りで、4月の最終日曜日に行われる。州の観光名所（Fiestas de Interés Turístico de Extremadura）に指定されている。
- サン・イシドロ・ラブラドール巡礼祭り - 5月15日のある週に行われる[14]。州の観光名所に指定されている

## 出身著名人
- フランシスコ・デ・スルバラン（1598年 - 1664年）- バロック期の画家。